# Bauernkartograf
Die Bezeichnung Bauernkartograph bzw. Bauernkartograf wurde im 18. Jahrhundert auf zwei autodidaktische Tiroler Bergbauern aus Oberperfuß gemünzt, denen die erste genaue Landesvermessung Tirols zu verdanken ist: Peter Anich (1723–1766), Hoferbe, Globusdrechsler und Schöpfer des Atlas Tyrolensis, und seinen Schüler und Nachfolger Blasius Hueber (1735–1814).
Ihre 20-teilige Landkarte Nord- und Südtirols wurde infolge ihrer Qualität in die sonst durch österreichische Militärgeografen durchgeführte Josefinische Landesaufnahme einbezogen und führte zu weiteren Aufträgen in Vorarlberg, Schwaben und Vorderösterreich, welche Anton Kirchebner (1750–1831) und Magnus Hueber zu Ende führten.

## Die Kartografen Anich und Hueber
Die habsburgische Kartografie des 16. Jahrhunderts wurde von den Landständen angeregt, hier hatte Tirol mit Matthias Burgklechner eine führende Rolle. Im Absolutismus des späten 17. Jahrhunderts übernahmen aber Militärgeografen (wie Anguisolla) diese Aufgabe, denn Landesaufnahme und -vermessung gehörte zu den Aufgaben der Offiziere und Militäringenieure. In militärischen Kreisen wurde auch die trigonometrische Vermessung etabliert (Atlas Austriacus des J.Chr. Müller, unvollendet um 1720; Josephinische Landesaufnahme 1760er–80er).
Die Vermessung Südtirols begann 1754 durch Joseph Freiherr von Sperges. Als dieser aber 1759 nach Wien abberufen wurde, schlug der Innsbrucker Professor Ignaz Weinhart SJ vor, mit der Fertigstellung den Bauern Peter Anich zu beauftragen, der bereits durch seine Sonnenuhren und den 1 Meter großen Himmelsglobus bekannt war. Anich und seine zwei Südtiroler Helfer konnten die fehlenden Talschaften in wenigen Wochen aufnehmen. Schwieriger war es für Weinhart durchzusetzen, dass der begabte Bauer den Auftrag für eine genauere Karte „ganz Tirols“ – den Atlas Tyrolensis – erhielt. Nach mehreren von der Regierung verordneten Änderungen setzte Anich den ursprünglichen Kartenmaßstab 1:103.800 durch, der für eine genaue Darstellung der Streusiedlungen und des Hochgebirges erforderlich war. Die Messinstrumente hatte er in seiner Drechslerei selbst hergestellt, und sie waren genauer als jene von Sperges.
Sein Gehilfe wurde 1765 Blasius Hueber, der sich rasch einarbeiten konnte. Anich erkrankte bei der Feldarbeit am Sumpffieber und starb im Folgejahr, doch konnte Hueber die Landesaufnahme fortsetzen und um 1770 abschließen. Als er 1774 diese erste vollständige Landesvermessung Tirols als Kupferstich publizierte, lobte auch die akademische Fachwelt die kartografische Genauigkeit und Sorgfalt des 20-blättrigen, im Maßstab 1:103.800 gezeichneten Werkes. Grundlegende trigonometrische Verfahren hatten sich Anich autodidaktisch selbst erarbeitet. Auch die anfangs gegenüber den Landvermessern skeptisch-ablehnende Landbevölkerung – das Abstecken der Gründe gehörte im Alpenraum Österreichs wie der Schweiz zu den souveränen Agenden der bergbäuerlichen Bevölkerung – begann bald die Vorzüge eines Kartenwerks zu schätzen, das nicht nur die Täler, sondern auch die Berg- und Almregionen darstellte. Mit letzteren befassten sich Wissenschafter und militärische Genieoffiziere erst etwa 100 Jahre später genauer.
Tatsächlich wurde das Kartenwerk auch in die amtliche Landesvermessung integriert.
Ein weiterer Anlass zur Namensprägung – die keineswegs abwertend zu verstehen ist –
ist die Beschriftung der Karten. Während die früheren Werke durchwegs in der Wissenschaftssprache des Mittelalters lateinisch beschriftet waren, und die kaiserlichen Militärgeographen – und auch später das Statistische Bureau/Centralamt – die Anweisung hatten, in die Generalstabskarten standardisierte österreichisch-deutsche Orthographie aufzunehmen, sind die Anich-Hueber-Karten mit ortskundlich korrekt umgeschrifteten tirolisch-mundartlichen Toponymika versehen.

Atlas Tyrolensis 1774

## Weitere Bauernkartografen
Schon im vorangehenden Jahrhundert gab es einen berühmten Tiroler Kartografen bäuerlicher Herkunft, nämlich Georg Matthäus Vischer (1628–1696), den Schöpfer der beiden Topographia Austriae. Die Geländedarstellung des auch als Priester tätigen Landvermessers ist aber noch deutlich einfacher als jene der eigentlichen Bauernkartografen Anich, Hueber und Nachfolger.
Eine gegenüber Anich nochmals verfeinerte Geländedarstellung hat Hueber und dessen Gehilfe und Nachfolger entwickelt, der ebenfalls nahe Innsbruck geborene Anton Kirchebner (1750–1831). Als Hueber bei der Vermessung Oberschwabens erkrankte, führte Kirchebner das Werk erfolgreich zu Ende. Danach wurde ihm und seinem Gehilfen Magnus Hueber die erstmalige Kartierung Vorderösterreichs übertragen, für dessen politische Gliederung er spezielle Signaturen entwarf. Durch den 1794 ausgebrochenen Krieg wurden die Arbeiten abgebrochen und die kartografische Tätigkeit dieser innovativen Bauern beendet. Nach den napoleonischen Kriegen ging sie an technische Offiziere über.
Dass alle genannten Bauernkartografen aus Tirol stammen, hängt teils mit dessen administrativen Verhältnissen zusammen, ist aber auch fachlich kein Zufall. Denn Gebirgsländer galten damals für die Wissenschafter und Militärgeografen eher als abweisendes Ödland, das allenfalls rasch durchquert werden sollte. Daher waren nur die Transitrouten relevant, und diese wurden primär in Wegstunden abgelängt, denn kartographisch erfasst. Größeres Interesse am wissenschaftlichen Alpinismus entstand erst mit dem 19. Jahrhundert.
Zum anderen war das Militärwesen der Grafschaft Tirol innerhalb der Habsburgermonarchie eigenständig organisiert (Landlibell Maximilians I. 1511) und wurde nicht von der regulären Armee getragen, sondern von den Tiroler Schützen, die als Milizverband kommunal und bäuerlich organisiert waren. Daher wurde auch das zentralisierte Geniewesen aus Wien in Tirol nicht gern gesehen.

## Ende der Bauernkartografie um 1795
Warum spätere Kartografen aus dem Bauernstand kaum mehr so bezeichnet wurden, hängt unter anderem mit der im 18. Jahrhundert überall eingeführten allgemeinen Schulpflicht zusammen. Sie ermöglichte vielen überdurchschnittlich begabten Bauernkindern bei Einverständnis der Eltern eine höhere Bildung, was entsprechende Wertschätzung zur Folge hatte. Die anfängliche Ermutigung zu längerem Schulbesuch erfolgte aber meist durch den Ortspfarrer oder Lehrer.
Konkret beendete die Tätigkeit der Bauernkartografen jedoch der 1794 ausgebrochene Krieg um Vorderösterreich, der die dortigen Vermessungsarbeiten unterbrach. Die Vorlande gingen in Folge an Bayern, dessen Geodäten den französischen Genieoffizieren entsprachen. Weitere Veränderungen durch die napoleonischen Kriege ließen die Landesaufnahme fast gänzlich zur Aufgabe von Militärgeografen werden. Einige Jahrzehnte später übernahmen die 1815 gegründete Technische Hochschule Wien bzw. einige Polytechnika die akademische Ausbildung der Vermessungsingenieure. Außerdem wurden in den meisten spätneuzeitlichen Staaten hoheitliche, anfangs durchwegs militärische zentrale Vermessungsämter installiert, weil man die Bedeutung guten Kartenmaterials und deren strategische Bedeutung erkannte. Um die Vermessung der Alpen erwarb sich im Besonderen dann der D.u.Oe. Alpenverein im späteren 19. Jahrhundert Verdienst.